# Delia dissimilipes
Delia dissimilipes este o specie de muște din genul Delia, familia Anthomyiidae. A fost descrisă pentru prima dată de Huckett în anul 1965. Conform Catalogue of Life specia Delia dissimilipes nu are subspecii cunoscute.